# Canton de Solliès-Pont
Le canton de Solliès-Pont est  un canton français situé dans le département du Var et la région Provence-Alpes-Côte d'Azur.

## Géographie
Ce canton est organisé autour de Solliès-Pont dans l'arrondissement de Toulon. Son altitude varie de 39 m (Solliès-Pont) à 783 m (Solliès-Toucas).

## Histoire
Par décret du 27 février 2014, le nombre de cantons du département est divisé par deux, avec mise en application aux élections départementales de mars 2015. Le canton de Solliès-Pont est conservé et s'agrandit. Il passe de 5 à 6 communes.

## Représentation

### Conseillers généraux de 1833 à 2015
| Période | Période           | Identité                                     | Étiquette           | Qualité |
| ------- | ----------------- | -------------------------------------------- | ------------------- | --- |
| 1833    | 1842              | Joseph-Florent Escudier (1768-1857)          |                     | Commissaire de marine en retraite Propriétaire à Solliès-Toucas                                                  |
| 1842    | 1848              | François-Benoît Grué (1789-1874)             |                     | Négociant - Propriétaire à Solliès-Pont                                                                          |
| 1848    | 1850 (révoqué)    | Joseph-Charles Terrin dit l'abbé (1793-1878) |                     | Homme de lettres, musicien, commerçant Secrétaire en chef de la mairie de Toulon Propriétaire à Solliès-Pont     |
| 1850    | 1856              | Comte Henri Siméon                           |                     | Ancien Préfet, directeur des tabacs Député des Vosges (1843-1846) Député du Var (1850-1852) Sénateur (1852-1870) |
| 1856    | 1870 (décès)      | Jacques-Robert-Camille Auban (1798-1870)     |                     | Médecin à Toulon, directeur du service de santé de la Marine en retraite                                         |
| 1870    | 1870              | Pierre-Joseph-Adalbert Philis                |                     | Avocat au barreau de Paris                                                                                       |
| 1870    | 1871              | Joseph Marie Aillaud                         | Bonapartiste        | Propriétaire à Solliès-Pont                                                                                      |
| 1871    | 1883 (décès)      | Antoine-Édouard-Victor Granet                | Républicain radical | Avocat, Magistrat, propriétaire à Belgentier                                                                     |
| 1883    | 1886              | Marius Edmond Gueit                          | Républicain         | Pharmacien, entreposeur des tabacs à Toulon et à Marseille, propriétaire Maire de Solliès-Pont,                  |
| 1886    | 1900 (décès)      | Charles Michel Gensollen                     | Rad.                | Docteur en médecine - Maire de Solliès-Pont Président du Conseil Général                                         |
| 1900    | 1903 (démission)  | Marius Teisseire                             | Rad.                | élu au bénéfice de l'âge Négociant, Maire de Belgentier, conseiller d'arrondissement                             |
| 1903    | 1910              | Jules Gensollen (fils de Ch.M.Gensollen)     | Rad. puis SFIO      | Avocat à Aix-en-Provence Propriétaire à Solliès-Pont                                                             |
| 1910    | 1922 (décès)      | Jules Emile Grué                             | Républicain         | Propriétaire à Solliès-Pont (Château de Beaulieu)                                                                |
| 1922    | 1934              | Joseph Aillaud                               | RG                  | Maire de Solliès-Pont                                                                                            |
| 1934    | 1938 (démission)  | Edouard Gerfroit                             | SFIO                | Fabricant-marchand d’huiles Maire de Solliès-Pont (1932-1938)                                                    |
| 1939    | 1940              | Roger Mistral                                | SFIO                | Ouvrier à l'Arsenal de Toulon Maire de La Farlède (1938-1941 et 1945-1977), conseiller d'arrondissement          |
|         |                   |                                              |                     | |
| 1943    | 1945              | Charles Marrant                              |                     | Maire de Solliès-Pont Nommé conseiller départemental en 1943                                                     |
|         |                   |                                              |                     | |
| 1945    | 1951              | Georges Durando                              | PCF                 | Cheminot Maire de Solliès-Pont (1945-1953)                                                                       |
| 1951    | 1976              | Clément Balestra                             | SFIO puis PS        | Ouvrier, puis agent technique à l'Arsenal de Toulon Maire de Solliès-Toucas (1945-1974) Sénateur (1959-1977)     |
| 1976    | 1989 (annulation) | Guy Menut                                    | PS                  | Conseiller de gestion ( Bâtiment et travaux publics) Maire de Solliès-Toucas                                     |
| 1989    | 2009 (annulation) | Bruno Aycard                                 | RPR puis UMP        | Dentiste Maire de Belgentier                                                                                     |
| 2009    | 2015              | Guy Menut                                    | PS                  | Maire de Solliès-Toucas (1974-2014) Député (1999-2002)                                                           |

### Conseillers d'arrondissement (de 1833 à 1940)
| Période                                  | Période          | Identité                                   | Étiquette                | Qualité |
| ---------------------------------------- | ---------------- | ------------------------------------------ | ------------------------ | --- |
| 1833                                     | 1848             | André-Augustin Allègre (1802-1881)         |                          | Greffier du Tribunal civil de Toulon, propriétaire à Solliès-Pont                                           |
| 1848                                     | 1867             | Joseph-Étienne-Félix Gensollen (1796-1878) |                          | Propriétaire à Solliès-Pont                                                                                 |
| 1867                                     | 1870             | Léandre-Alcide Grué                        |                          | Propriétaire, maire de Solliès-Pont                                                                         |
| 1871                                     | 1878             | Félix-Charles Escudier (1831-1893)         |                          | Licencié en droit, maire de La Farlède puis de Cuers, négociant à Aix-en-Provence                           |
| 1878                                     | 1880             | Joseph-Antoine Réquier (1825-1893)         |                          | Maire, propriétaire à Solliès-Ville                                                                         |
| 1880                                     | 1886             | Marius Léotard                             | Républicain              | Maître maçon, maire de Solliès-Toucas                                                                       |
| 1886                                     | 1895             | Adrien Teisseire                           | Républicain              | Cafetier à Belgentier                                                                                       |
| 1895                                     | 1900 (démission) | Marius Teisseire                           | Républicain progressiste | Cafetier, adjoint au maire de Belgentier                                                                    |
| 1900                                     | 1907             | Louis Deblieux                             | Radical                  | Vétérinaire à Solliès-Pont                                                                                  |
| 1907                                     | 1908 (démission) | Émile Verse                                | Radical                  | Tanneur à Solliès-Pont                                                                                      |
| 22 novembre 1908                         | 1913             | Marcel Fleury Venel                        |                          | Arboriculteur, maire de Solliès-Toucas                                                                      |
| 1913                                     | 1919             | G. Venet                                   |                          | |
| 1919                                     |                  | Louis Ramel                                |                          | Propriétaire à Solliès-Ville                                                                                |
|                                          |                  |                                            |                          | |
| 1937                                     | 1939             | Roger Mistral                              | SFIO                     | Ouvrier à l'Arsenal de Toulon, maire de La Farlède (1938-1941)                                              |
| 1939                                     | 1940             | Louis Morin (1900-1989)                    | SFIO                     | Charron puis cultivateur à Solliès-Pont Révoqué par le Gouvernement de Vichy                                |
| 1940                                     |                  |                                            |                          | Les conseils d'arrondissement ont été suspendus par la loi du 12 octobre 1940 et n'ont jamais été réactivés |
| Les données manquantes sont à compléter. |                  |                                            |                          | |

### Conseillers départementaux depuis 2015
| Période élective | Période élective | Mandat | Mandat   | Identité          | Nuance | Nuance | Qualité |
| ---------------- | ---------------- | ------ | -------- | ----------------- | ------ | ------ | --- |
| 2015             | 2021             | 2015   | 2021     | Bruno Aycard      |        | LR     | Chirurgien dentiste Maire de Belgentier                                                                                 |
| 2015             | 2021             | 2015   | 2021     | Véronique Baccino |        | LR     | Chef d'entreprise - Agriculture Adjointe au maire de Cuers Ancienne conseillère générale du Canton de Cuers (2008-2015) |
| 2021             | 2028             | 2021   | en cours | Bruno Aycard      |        | LR     | Conseiller sortant |
| 2021             | 2028             | 2021   | en cours | Véronique Baccino |        | LR     | Conseillère sortante |

### Résultats détaillés

#### Élections de mars 2015
À l'issue du 1er tour des élections départementales de 2015, deux binômes sont en ballottage : Régis Chevrot et Rachel Roussel (FN, 34,96 %) et Bruno Aycard et Véronique Baccino (Union de la Droite, 25,47 %). Le taux de participation est de 48 % (15 153 votants sur 31 568 inscrits) contre 49,77 % au niveau départemental et 50,17 % au niveau national.
Au second tour, Bruno Aycard et Véronique Baccino (Union de la Droite) sont élus avec 57,45 % des suffrages exprimés et un taux de participation de 49,53 % (8 239 voix pour 15 636 votants et 31 568 inscrits).

#### Élections de juin 2021
Le premier tour des élections départementales de 2021 est marqué par un très faible taux de participation (33,26 % au niveau national). Dans le canton de Solliès-Pont, ce taux de participation est de 31,01 % (10 212 votants sur 32 930 inscrits) contre 33,03 % au niveau départemental. À l'issue de ce premier tour, deux binômes sont en ballottage : Severine Ambrogio et Alexandre Bordier (RN, 35,92 %) et Bruno Aycard et Véronique Baccino (LR, 25,14 %).
Le second tour des élections est marqué une nouvelle fois par une abstention massive équivalente au premier tour. Les taux de participation sont de 34,36 % au niveau national, 36,4 % dans le département et 34,45 % dans le canton de Solliès-Pont. Bruno Aycard et Véronique Baccino (LR) sont élus avec 58,95 % des suffrages exprimés (6 346 voix pour 11 348 votants et 32 937 inscrits),,.

## Composition

### Composition avant 2015

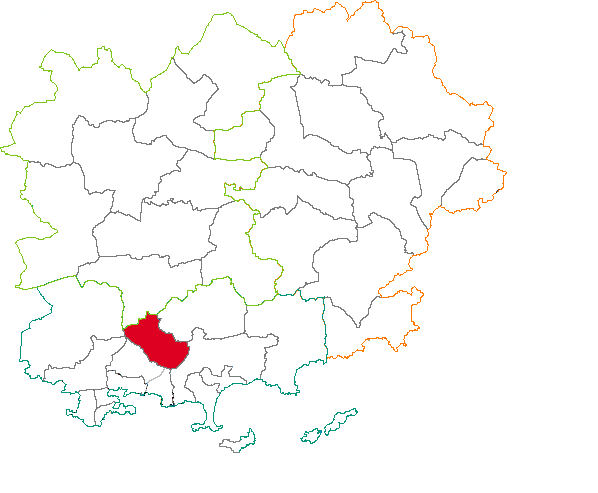
Situation du canton de Solliès-Pont dans le département du Var avant 2015.

Le canton de Solliès-Pont comprenait 5 communes.
| Nom                      | Code Insee | Codepostal | Superficie (km2) | Population (dernière pop. légale) | Densité (hab./km2) |
| ------------------------ | ---------- | ---------- | ---------------- | --------------------------------- | ------------------ |
| Solliès-Pont (chef-lieu) | 83130      | 83210      | 17,73            | 11 624 (2012)                     | 656                |
| Belgentier               | 83017      | 83210      | 13,38            | 2 421 (2012)                      | 181                |
| La Farlède               | 83054      | 83210      | 8,31             | 8 682 (2012)                      | 1 045              |
| Solliès-Toucas           | 83131      | 83210      | 30,09            | 5 375 (2012)                      | 179                |
| Solliès-Ville            | 83132      | 83210      | 14,10            | 2 454 (2012)                      | 174                |

### Composition depuis 2015
Le canton de Solliès-Pont regroupe 6 communes.
| Nom                                  | Code Insee | Intercommunalité                 | Superficie (km2) | Population (dernière pop. légale) | Densité (hab./km2) | Modifier                                    |
| ------------------------------------ | ---------- | -------------------------------- | ---------------- | --------------------------------- | ------------------ | ------------------------------------------- |
| Solliès-Pont (bureau centralisateur) | 83130      | CC de la Vallée du Gapeau        | 17,73            | 12 210 (2022)                     | 689                | modifier les données · modifier les données |
| Belgentier                           | 83017      | CC de la Vallée du Gapeau        | 13,38            | 2 387 (2022)                      | 178                | modifier les données · modifier les données |
| Cuers                                | 83049      | CC Méditerranée Porte des Maures | 50,53            | 12 841 (2022)                     | 254                | modifier les données · modifier les données |
| La Farlède                           | 83054      | CC de la Vallée du Gapeau        | 8,31             | 9 745 (2022)                      | 1 173              | modifier les données · modifier les données |
| Solliès-Toucas                       | 83131      | CC de la Vallée du Gapeau        | 30,09            | 6 087 (2022)                      | 202                | modifier les données · modifier les données |
| Solliès-Ville                        | 83132      | CC de la Vallée du Gapeau        | 14,10            | 2 532 (2022)                      | 180                | modifier les données · modifier les données |
| Canton de Solliès-Pont               | 8318       |                                  | 134,14           | 45 802 (2022)                     | 341                | modifier les données                        |

## Démographie

### Démographie avant 2015
| 1962  | 1968  | 1975   | 1982   | 1990   | 1999   | 2006   | 2011   | 2012   |
| ----- | ----- | ------ | ------ | ------ | ------ | ------ | ------ | ------ |
| 8 518 | 9 403 | 10 665 | 14 239 | 22 792 | 26 065 | 27 245 | 30 333 | 30 556 |

### Démographie depuis 2015
En 2022, le canton comptait 45 802 habitants, en évolution de +10,1 % par rapport à 2016 (Var : +4,98 %, France hors Mayotte : +2,11 %).
| 2013   | 2018   | 2022   |
| ------ | ------ | ------ |
| 40 960 | 43 016 | 45 802 |